# Потьминское городское поселение
Потьминское городско́е поселе́ние — муниципальное образование в Зубово-Полянском районе Мордовии Российской Федерации.
Административный центр — рабочий посёлок Потьма.

## История
Статус и границы городского поселения установлены Законом Республики Мордовия от 7 февраля 2005 года № 12-З «Об установлении границ муниципальных образований Зубово-Полянского муниципального района, Зубово-Полянского муниципального района и наделении их статусом сельского поселения, городского поселения и муниципального района».

## Население
| 2002  | 2009  | 2010  | 2012  | 2013  | 2014  | 2015  |
| ----- | ----- | ----- | ----- | ----- | ----- | ----- |
| 4421  | ↘4198 | ↘4183 | ↘4120 | ↘4064 | ↘4039 | ↘4014 |
| 2016  | 2017  | 2018  | 2019  | 2020  | 2021  |       |
| ↘4007 | ↘3944 | ↘3923 | ↗3925 | ↘3917 | ↘3694 |       |

## Состав городского поселения
| № | Населённый пункт       | Тип населённого пункта                  | Население |
| - | ---------------------- | --------------------------------------- | --------- |
| 1 | Потьма                 | рабочий посёлок, административный центр | ↘3681     |
| 2 | Пружанское лесничество | посёлок                                 | ↘13       |